# جحفل (بعدان)

تعديل مصدري - تعديل

جحفل هي إحدى قرى عزلة العذارب بمديرية بعدان التابعة لمحافظة إب، بلغ تعداد سكانها 125 نسمة حسب تعداد اليمن لعام 2004.